# Julus appendiculatus
Julus appendiculatus är en mångfotingart som beskrevs av Brandt 1841. Julus appendiculatus ingår i släktet Julus och familjen kejsardubbelfotingar. Inga underarter finns listade i Catalogue of Life.